# Bój pod Szydłowiczami

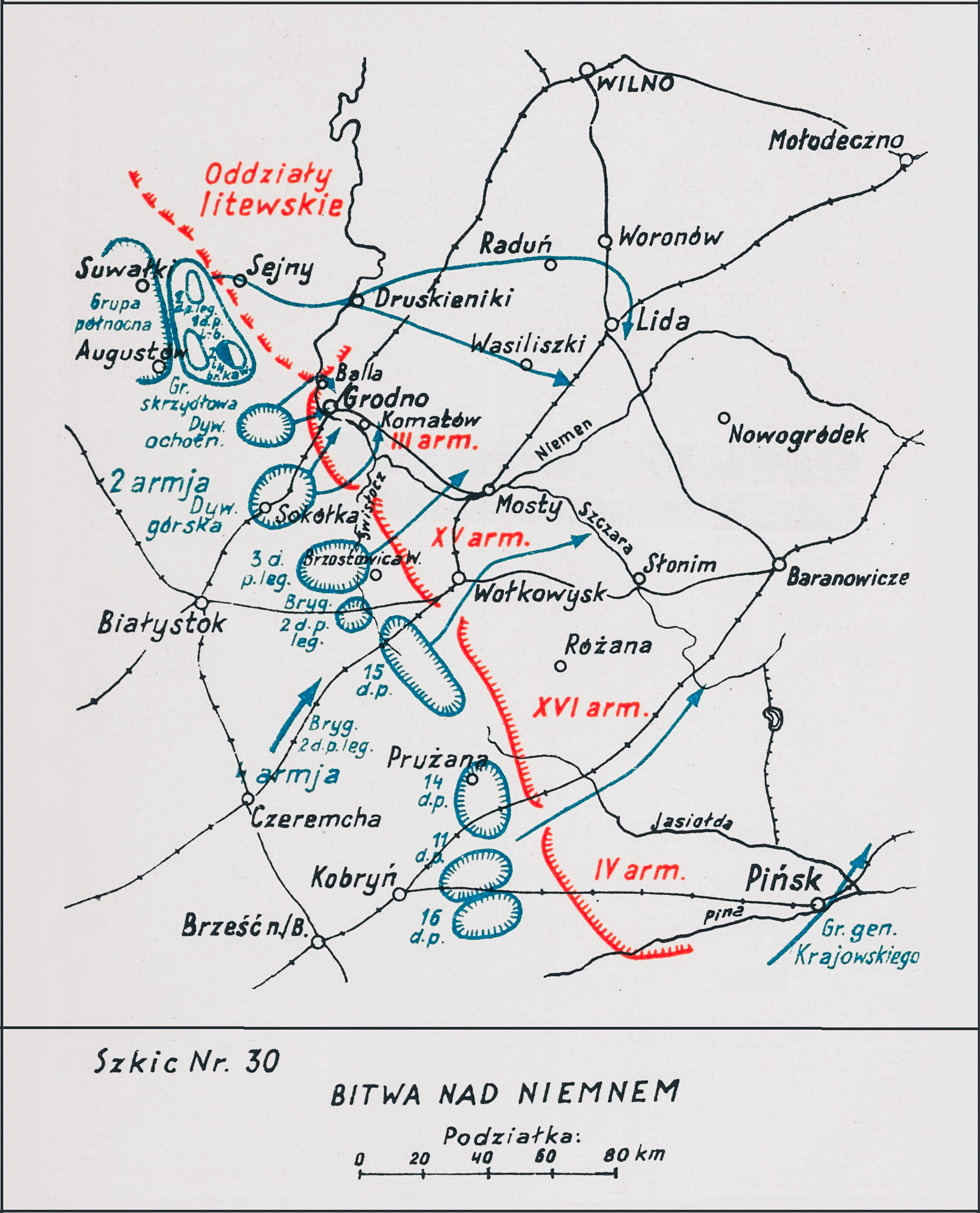
Adam Przybylski
Wojna Polska 1918–1921

Bój pod Szydłowiczami – część operacji niemeńskiej; walki polskiego 4 pułku piechoty Legionów mjr. Floriana Smykała z oddziałami sowieckiej 11 Dywizji Strzelców i 56 Brygady Strzelców w czasie ofensywy jesiennej wojsk polskich w okresie wojny polsko-bolszewickiej.

## Sytuacja ogólna
Realizując w drugiej połowie sierpnia 1920 operację warszawską, wojska polskie powstrzymały armie Frontu Zachodniego Michaiła Tuchaczewskiego. 1 Armia gen. Franciszka Latinika zatrzymała sowieckie natarcie na przedmościu warszawskim, 5 Armia gen. Władysława Sikorskiego podjęła działania ofensywne nad Wkrą, a ostateczny cios sowieckim armiom zadał marszałek Józef Piłsudski, wyprowadzając uderzenie znad Wieprza. Zmieniło to radykalnie losy wojny. Od tego momentu Wojsko Polskie było w permanentnej ofensywie.
Po wielkiej bitwie nad Wisłą północny odcinek frontu polsko-sowieckiego zatrzymał się na zachód od linii Niemen – Szczara. Na froncie panował względny spokój, a obie strony reorganizowały swoje oddziały. Wojska Frontu Zachodniego odtworzyły ciągłą linię frontu już 27 sierpnia. Obsadziły one rubież Dąbrówka – Odelsk – Krynki – Grodno – Grodek – Kamieniec Litewski. Stąd Tuchaczewski zamierzał przeprowadzić koncentryczne natarcie na Białystok i Brześć, by dalej ruszyć na Lublin. Uderzenie pomocnicze na południu miała wykonać między innymi 1 Armia Konna Siemiona Budionnego.
Reorganizując siły, Naczelne Dowództwo Wojska Polskiego zlikwidowało dowództwa frontów i rozformowało 1. i 5. Armię. Na froncie przeciwsowieckim rozwinięte zostały 2., 3., 4. i 6. Armia.
10 września, na odprawie w Brześciu ścisłych dowództw 2 i 4 Armii, Józef Piłsudski nakreślił zarys planu nowej bitwy z wojskami Frontu Zachodniego. Rozpoczęły się prace sztabowe nad planem bitwy niemeńskiej. Pomyślana ona była jako pewna kontynuacja operacji warszawskiej, przy założeniu, że jej celem będzie ostateczne rozgromienie wojsk rosyjskiego Frontu Zachodniego.
Myślą przewodnią było związanie głównych sił przeciwnika w centrum poprzez natarcie w kierunku na Grodno i Wołkowysk. Jednocześnie północna grupa uderzeniowa, skoncentrowana na lewym skrzydle 2 Armii, miała szybkim marszem przeciąć skrawek terytorium litewskiego i wyjść na głębokie tyły oddziałów Armii Czerwonej, zaangażowanych w bój o Grodno i Wołkowysk.
Zgodnie z polskim planem operacji niemeńskiej, 23 września grupa gen. Władysława Junga ruszyła na Wołkowysk. Celem natarcia było opanowanie miasta, ściągnięcia na siebie odwodów sowieckich i odwrócenie uwagi od natarcia 3 Dywizji Piechoty Legionów na Brzostowicę Wielką.

## Walki pod Szydłowiczami
23 września z rejonu Pawluszki na Szydłowicze i Kołłątaje ruszył do natarcia 4 pułk piechoty Legionów mjr. Floriana Smykala.
Jego pierwszorzutowe bataliony przełamały sowiecką obronę w rejonie szosy i nacierały dalej w kierunku Szydłowicz. Około południa zdobyły Kukiełki i podeszły pod Talkowce. W tym momencie zgrupowane w lasach na wschód od Brzostowicy oddziały 32 Brygady Strzelców oraz 56 Brygady Strzelców uderzyły na odsłonięte lewe skrzydło pułku. Pod Kukiełkami do końca dnia polskie bataliony odparły sześć szturmów czerwonoarmistów.
Następnego dnia o świcie przeciwnik wyparł z Kukiełek I/4 pułku piechoty Legionów, ale wyprowadzony kontratak II batalionem odrzucił czerwonoarmistów do okolicznych lasów. Kilkakrotnie ponawiane sowieckie ataki na polskie pozycje okazały się bezskuteczne.
Po południu na pole bitwy przybył dowódca grupy operacyjnej gen. Władysław Jung. Ściągnął on z Kwater pod Szydłowicze 24 pułk piechoty i skierował do natarcia wszystkie siły IV Brygady Piechoty Legionów.
24 pułk piechoty uderzył I batalionem zza skrzydła 4 pp Leg. na pozycje nieprzyjaciela w lesie Siemieniówka, przełamał je i wspólnie z II batalionem ruszył na Moszny – Snopki, zdobywając je po zaciętych walkach. Wykorzystując powodzenie 24 pułku piechoty, 4 pp Leg. rozwinął natarcie na Kołłątaje. Jego I batalion do wieczora opanował Szydłowicze i o północy patrolami bojowymi dotarł pod Kołłątaje.
Mimo powodzenia, dowódca grupy operacyjnej gen. Władysław Jung, z uwagi na utratę Wołkowyska, nakazał 4 pułkowi piechoty Legionów zatrzymać natarcie i wycofać się na linię Szydłowicze – Mielowce. 24 pp zatrzymał się na zajętych stanowiskach.

## Bilans walk
Bitwa pod Szydłowiczami nie przyniosła rozstrzygnięcia. Zaangażowała jednak znaczne siły nieprzyjaciela, które nie mogły być użyte w walkach pod Brzostowicą. W czasie walk Polacy stracili 139 poległych i rannych. Wzięto do niewoli około 450 jeńców, zdobyto dwa działa i sześć ckm-ów.